# Mounir Hafez
Pour les articles homonymes, voir Hafez.
 (novembre 2021).
Si vous disposez d'ouvrages ou d'articles de référence ou si vous connaissez des sites web de qualité traitant du thème abordé ici, merci de compléter l'article en donnant les références utiles à sa vérifiabilité et en les liant à la section « Notes et références ».
Mounir Hafez, né le 26 septembre 1911 à Alexandrie et mort le 1er janvier 1998, est un orientaliste, mystique, poète, et surtout référence majeure du soufisme en France.

## Biographie
D'origine égyptienne et apparenté à la famille royale, sa mère, Nadgia Zulficar, étant la tante du roi Farouk, Mounir Hafez s'installe définitivement en France à partir de 1952, lorsque la révolution nassérienne le contraint à l'exil. À partir de 1954, il est l'élève de Henry Corbin, à l'École pratique des Hautes Études – il soutient une thèse sur la mystique musulmane –, collabore à diverses revues, dont La Tour Saint-Jacques, de Robert Amadou, participe à un groupe de recherches sur l'Histoire des Sciences Traditionnelles, avec Eugène Canseliet, René Alleau, etc., multiplie les conférences et enseigne à l'EPHE ainsi qu'à la Sorbonne (1959-1960) sur le thème de l'Islam face aux acquisitions nouvelles de la pensée. À compter des années 1970, Mounir Hafez se consacre à son enseignement, en public, mais également dans des cercles plus restreints, jusqu'à sa mort en 1998.

## Parcours
Mounir Hafez appartient à une « famille d'esprits » dont certains noms sont bien connus. Il est contemporain de l'orientaliste Louis Massignon à qui il devra son intérêt pour Hallâj, de « l'iraniste » Henry Corbin, mais aussi de poètes comme Armel Guerne (dont il sera un des amis les plus proches) et Henri Michaux, dont il sera le secrétaire et à propos de qui il aura ces mots : « À l'Occident exilé, il redonne passeport », – de peintres aussi (Nicolas de Staël) et de scientifiques : « Il faut lire la physique », dira-t-il à la fin de sa vie.
Qu'il ait donné des conférences aux fameux « Mardis de Dar es-Salam », avec les Dominicains du Caire, ou qu'il ait publié, dans sa jeunesse, des poèmes dans des revues surréalistes, qu'il ait fréquenté Louis Massignon et Henry Corbin, et aussi bien Georges Bataille, Emil Cioran que Maurice Blanchot, qu'on le retrouve collaborant à Dieu vivant (Moré, Massignon, Daniélou) comme à la revue littéraire d'Henri Parisot Les Quatre Vents, qu'il se soit intéressé à l'hermétisme et à l'alchimie ou qu'il ait étudié l'astrophysique, il n'a cessé, sa vie durant, de tisser des liens entre les mondes - géographiques et intellectuels.

## Ouvrages
- Gérard de Nerval, Poésies,  Gallimard et Librairie générale française, Paris, 1964. Notes de Mounir Hafez.
- Henri Michaux, L'Herne, Paris, 1966. Avec Jacques Maritain et Jean Paulhan.
- Robert Graves, Les Mythes grecs, Hachettes, Paris, 1967. Traduction de l'anglais.
- Desmond Stewart, L'aube de l'islam, Time-Life international, Paris, 1984. Traduction de l'anglais.
- Carrosses : suivi de Les mornes, éditions Le Capucin, Lectoure, 2004.
- Entre tradition et pensée contemporaine, éditions Les Deux Océans, Paris, 2005. Recueil de quatre conférences s'étalant de 1989 à 1991.
- Ce Moi sur lequel ma vie ne peut rien, éditions InTexte, Toulouse, 2006. Recueil de quatre conférences s'étalant de 1987 à 1992.